# Sanyo

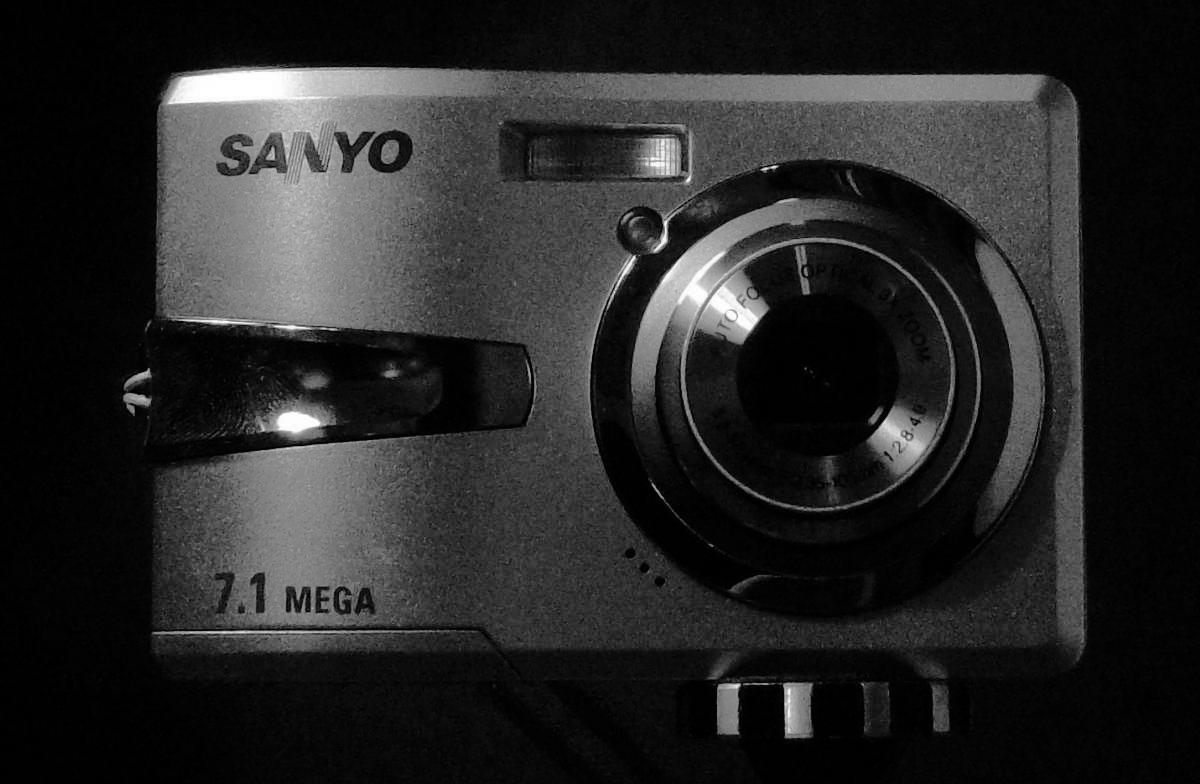
SANYO VPC-S760

Sanyo (яп. 三洋電機株式会社) — японський виробник електроніки. Компанія заснована в 1947 році співробітником концерну Мацусіта. Штаб-квартира знаходиться в префектурі Осака.

## Історія
Корпорацію SANYO заснував 1947-го року Тосіо Іуе (яп. 井 植 歳 男, 1902–1969), зятем Коносуке Мацусіта. Українською мовою назва компанії перекладається як «Три океани», що вказує на амбітні плани захоплення світового ринку (океани — Тихий, Індійський, Атлантичний).
У 2008 компанія Kyocera придбала у Sanyo підрозділ з виробництва мобільних телефонів. Перед цим цей підрозділ покинув через скандал президент Тосімадза Іе.
9 грудня 2009 було офіційно оголошено про те, що Sanyo продана корпорації Panasonic. Купівля 50,19% акцій Sanyo обійшлася керівництву Panasonic в 404 млрд єн (4,6 млрд дол).
10 грудня 2009 було підписано угоду про злиття з компанією Panasonic.
29 липня 2010 року Panasonic досягла угоди про придбання решти акцій Panasonic Electric Works і акцій Sanyo за 9,4 мільярда доларів. 
З 2 квітня 2012 року компанія SANYO Electric Co., Ltd. остаточно об'єднується з компанією Panasonic Corporation.
У серпні 2013 року 51% акцій китайської компанії Hefei Royalstar Sanyo, спільного підприємства між японською Sanyo та китайською державною інвестиційною компанією Hefei у 2000 році, було придбано американським транснаціональним виробником Whirlpool Corporation за 552 мільйони доларів.